# Utrotning
Utrotning innebär att definitivt döda alla exemplar av till exempel en djurart, en växtart, en sjukdom eller ett folkslag. Termerna utrotad och utrotningshotad kan strikt tillämpat endast användas om arter som dött ut till följd av medveten utrotning (förföljelse, förgiftning, etc) respektive riskerar att dö ut till följd av medveten förföljelse och liknande. Dagligdags används dock orden i vidare mening om till exempel språk.
Den internationella rödlistan använder i stället
- Utdöd (Extinct, EX) om en art är utdöd från hela jorden, inte bara utdöd i vilt tillstånd
- Nationellt utdöd (Regionally Extinct, RE) om en art dött ut från ett land eller annan region.
- Hotad om arter som riskerar att försvinna eller dö ut. De starkast hotade arterna klassificeras av listan som akut hotade.